# 修辞技法
修辞技法（）とは、文章やスピーチなどに豊かな表現を与えるための一連の表現技法のこと。英語の「figure of speech」やフランス語の「figure de style」などから翻訳された現代語的表現で、かつての日本語では文彩（）、また単に彩（）などといっていた。

## 概説
修辞技法はギリシア・ローマ時代から学問的な対象として扱われており、修辞学（レトリック、希: ρητορική（翻字: rhētorikē）、英: Rhetoric）という学問的存在の領域となっている。
西洋の古典修辞学者らによって Scheme（配列を変えること）と Trope（転義、比喩）に大別された。

## 分類
西洋の古典修辞学者たちは修辞技法を大きく次の2つに分類した。
- Scheme - 言葉のパターン（配列）を通常のパターン、あるいは予想されるパターンからそらせる修辞技法。
- 比喩（Trope。転義法とも） - 語の一般的な意味を変えたり修飾したりする修辞技法。

しかしルネサンス期になると、修辞学者たちは全修辞技法の分類に情熱を傾け、作家たちは修辞技法の種類・下位分類の種類を広く拡張した。ヘンリー・ピーチャムの The Garden of Eloquence（1577年）には184の修辞技法が列挙されている。その中で、ピーチャムは分類について以下のように書いている。「単純にするために、この本では文彩を scheme と比喩 (trope) に分け、（ Figures of Disorder がやったような）さらなる下位分類は行わない。各ジャンル、技法はアルファベット順に列挙する。それぞれの項目では詳しい説明と例を挙げるが、列挙する時の短い定義は便宜的なものである。列挙したもののいくつかは、多くの点で類似した文彩と思われるだろう。」
尚、日本における修辞の名称は、各国修辞学における文献において英、独、仏語やラテン語を各学者などが和訳したものであり、名称の表記に揺れがあることを留意すべきである。また、以下に述べる用例文は、一般書籍からの引用ではなく、技法を文献から咀嚼した上であくまで例として記述したものである（一般書籍から引用すると、註釈で多くの頁を割くことになることと、文体、歴史的仮名遣などの問題が発生するため）。

## 比喩
比喩（譬喩、ひゆ）とは、字・語句・文・文章・出来事・作品全体などの物事を、それと共通項のある別の物事に置き換えて表現する手法である。読み手に対し、例えられる物事を生き生きと実感させる効果を持つ。比喩を用いた修辞法を比喩法といい、佐藤信夫他著の『レトリック事典』では直喩、隠喩、換喩、提喩を指している。

### 直喩法
直喩（ちょくゆ、明喩（）、シミリー）とは「（まるで・あたかも）～（のようだ・ごとし・みたいだ）」のように、比喩であることを読者に対し明示している比喩である。直喩を用いた修辞法を直喩法という。日本では現代でも頻繁に用いられてはいるが、近現代の西洋ではあまり洗練された技法とはみなされておらず（ある意味で野暮な技法だと見なされており）、文筆家・作家・詩人・知識人などの文章では、直喩よりも隠喩（次項参照）のほうが頻繁に用いられる。
用例
- 赤ん坊の肌はまるで綿飴のようにふわふわだ。
- 鳥みたいに羽が生えたら自由に空を飛べるのに。
- 息子は二宮金次郎のごとく、勉学に励んだ。
- あいつのいない夏休みなんて真夏のスキー場みたいなものだ。

### 隠喩法
隠喩（いんゆ、暗喩、メタファー）に分けられるものは、比喩であることが明示されていない比喩である。隠喩を用いた修辞法を隠喩法という。
用例
- 夜の帷が静かに幕を下ろす。
- この思い出を忘れまいと、心の宝石箱に仕舞い込んだ。
- 満天の星が二人の間に降り注ぐ。

などで、いずれも「まるで」「ごとし」「ようだ」などといった比喩を明示するための語が用いられていない。直喩に比べて、より洗練された比喩だとされる。
「すし詰め状態」「団子レース」「マシンガントーク」などのように定型句となった表現も見られる。

#### 換喩法
換喩（かんゆ、メトニミー）とは表現する事柄をそれと関係の深い付属物などで代用して表現する比喩である。換喩を用いた修辞法を換喩法という。また「永田町」と言って国会を、「葵の御紋」と言って徳川家を指すのも換喩の一種とされ、『象徴喩』と訳されている。
用例
- 「バッハ」が大好きだ。
「バッハ」がバッハの作品を指している。
- 「そのワインを開けてくれ」
実際に開けるのはワインではなく、ワインが入っているボトルの栓である。

象徴喩の用例
- ボルドーの赤、ブルゴーニュの白。
ここでの「赤」と「白」はワインの種類を指している。
- ペンは剣より強し。
ここでのペンは弁舌や学問を指し、剣は武力、暴力、戦争などを指している。

#### 提喩法
提喩（ていゆ、シネクドキ《Synecdoche》）とは上位概念で下位概念を表したり、逆に下位概念で上位概念に置き換えたりする比喩をいう。換喩との違いは、包含する関係にあるか否かである。提喩を用いた修辞法を提喩法という。
用例
- 全く、情けない男だ。
ある人物が相手にこう告げた時、情けないのはその相手（下位概念）だけであって、男全般（上位概念）を指しているわけではない。
- 豚肉も悪くないけど、どちらかといえば鳥の方が好きだな。
まず鳥という上位概念で鶏という下位概念を指している。さらに、鶏という上位概念からさらに下位概念の鶏肉、あるいは鶏肉料理を指している。このように提喩は上位、下位の概念が階層化することもある。
- 紙もすっかり値上がりしたので、本当に困る。
会話の状況によって、この紙がトイレットペーパーを指してるのか、それとも何らかの用箋を指しているのかわからないが、紙という上位概念で、下位概念を想起させるものとなっている。

#### 諷喩法
諷喩（ふうゆ、英: Parable）とは、寓意（アレゴリー）に使われるようなたとえのみを提示することで，本当の意味を間接的に推察させる比喩を言う。寓言法や寓喩法とも呼ぶ。
用例
- 「燕雀（）安（）ぞ鴻鵠（）の志を知らんや」
小人物に大人物の心はわからない、ということを鳥の話のみをして推察させている。燕雀は小物、鴻鵠は大物という共通認識の上に成立する諷喩。
- 猿も木から落ちる
木登りを得意とする猿でも木から落ちることのみを示し、得意な人でも失敗することがあるという意味を推察させる諷喩。

### 比喩表現の複合
これらの比喩が複合することもある。たとえば「右のエース」という表現は、エースで一番手を指す暗喩、右で右手で投げる投手を表す換喩を兼ねている。更に、「右のエース」という言葉は、野球のみでしか通用しないので、野球という上位概念の中の下位概念に値することから、この表現そのものが提喩となっている。

## 擬態法
擬態法（）は、表現する事象について、様子を文字として書き表した擬態語や、擬音語・擬声語を用いた修辞法である。「姉はにこにこと笑っていた」という文での「にこにこ」が擬態語に、「犬がワンワンと鳴く」の「ワンワン」が擬声語にあたる。

### 擬態語・擬音語・擬声語
擬態語（）は「様子」、擬音語（）は「音」、そして、擬声語（）は「動物の鳴き声」などを言語化したものである。写生語、声喩、仏語でオノマトペ（onomatopee）、若しくは英語でオノマトペア（onomatopoeia）ともいう。擬音語（擬声語）を用いることにより、ものごとを生き生きと表現する効果や、また、ものごとに対し読者が親近感を抱く効果など、さまざまな効果が生まれる。扉が風でガタガタと音を立てるといった擬音語、幼児語では、犬の鳴き声の擬声語であるワンワンのように、そのものの発する声を表す擬声語がそのものの名称として用いられる場合もある。擬態語は「動作・様態・感覚・心理・状況」などの様子を文字として表す方法で、傷口がズキズキ痛む、心配でハラハラするなどが例として挙げられる。また、そもそも言語ではないものを言語化しているため、言語によってこれらの語は異なることがある。

## 擬人法
比喩の中でも特に、人でないものを人格化し、人に例える手法を擬人法（ぎじんほう、活喩）という。その場合、読み手に対し、例えられる「人でないもの」に対する近しさを抱かせる効果が生まれる。擬人化、擬人観も参照のこと。
- 「海に出て木枯帰るところなし」（山口誓子）
- 木はわたしに向かって手を振った。
- 風が私を優しく撫でた。

### 擬物表現
擬人法と逆に、人の動作や様子を物質に喩える手法があり、これを「擬物表現」、「結晶法」、「実体化」（原義は Hypostatization《英》）などと訳している。以下は例文である。
- 黙々と働く彼の姿は、言うなればロボットである。
- 彼女の笑顔が、僕にとって元気の薬だ。
- 彼が持つ強運を、少しは分けて欲しいぐらいだ。

### 生物形象・無機物形象（擬人表現と擬物表現の逆相関）
擬人法と対照的な概念に動物形象や無機物形象がある。多くの文化圏・言語圏において見られる用法であり、いわゆる擬人化イメージの逆擬物化と解釈することができる。
ある人間以外の生物・無機質の物体・自然現象などが、その特徴や生態などから、ある特定の擬人表現がなされることが広く周知されている場合に、逆に人間像をその生物・物体・自然現象などに例える用法である。
この表現例として、古来各地で「あの人は～のような人だ」の「～」に様々な生物形象・無機物形象が用いられている。
- アリのような人
社会性のあるアリ、特に働きアリのイメージに例え、勤勉な人物あるいは黙々と自らの属する組織に尽くす人
- カメレオンのような人
自らの外敵からの攻撃をさけるため、周囲の環境によって体色を自在に替えるカメレオンのイメージに例え、自分の周囲の状況を察知して主義・主張や振る舞いをコロコロ替える人、世渡り上手、お調子者
- 風見鶏のような人
「カメレオンのような人」と同義
- ハゲタカのような人
健康な相手は決して襲わないが、ひとたびその相手が衰えたり死んだりすると、よってたかってその肉をむさぼるイメージにたとえ、人の弱みにつけこんで自分の利益をむさぼる人
- 貝のような人
二枚貝が堅く殻を閉じているイメージに例え、無駄な口を開かない人、ないしは身持ちが堅く防御的傾向にある人
- 太陽のような人
太陽系を成す恒星に例え、その系統の中心となるような人、あたたかい人

## 倒置法
文章は通常、主語－目的語－述語 の順で記述されるが、この順序を倒置（逆転）させ、目的語を強調する手法のこと。
- 私は宝の在処を突き止めた。（通常）
- 私は突き止めた、宝の在処を。（倒置法）
- 突き止めた、宝の在処を、言うまでもなく私が。（主語も倒置した形）

## 反復法
同じ語を何度も繰り返し、強調する。連続して反復する場合と、間隔を置いて反復する場合がある。
- 「高く高く、青く澄んだ空」
- 「我が母よ 死にたまひゆく 我が母よ 我を生まし 乳足らひし母よ」（斎藤茂吉）

## 同語反復
同じ言葉を二度用いることで、語気を強める用法。トートロジー (Tautology) の訳語の1つ。
例文
- それはそれ、これはこれだ。
- まあ約束は約束だ。したからには守らないとな。

## 首尾同語（反照法）
別の場面で全く同じ表現を用いる手法。たとえば冒頭に、「平和な朝だ」と記し、巻末に「平和な朝が帰ってきた」などと表現する。反復法の一つである。
他の用例として童話『モチモチの木』なども首尾同語の好例である。一人で便所に行けない臆病な主人公がクライマックスで疾風怒濤の勇気を振り絞っているのに、巻末ではやはり一人で便所には行けなかったと記され、話が締められている。

## 体言止め
体言（名詞・名詞句）で文章を終えること。名詞止めとも称する。言い切らずに、文の語尾に付ける終止形を省き、体言で止めて、強調させたり、余韻を残すことをいう。
特に感動を表現するために、例えば「水が流れる」という文の主語・述語の順番を逆にして「流れる水よ」のように体言で止める言い方を、喚体句という。

## 反語
実際の主張を疑問の形で書いているが、強い断定を表す用法。また、肯定の形で表しているが、強い皮肉を表すこともある。種類として皮肉法、反語的讃辞、反語的期待、反語的緩和、反語的否認などがある。
反語の用例
- 昔は美しい街だったと言っても、だれが信じるだろうか。（いや、誰も信じないだろう。）
- あの社長の経営方針のせいで、どれだけの労働力が犠牲になったことか。（多くが犠牲になったのだ。）

否定表現となることが多いが、肯定表現が来ることもある。
反語的讃辞の用例
- おやおや、ずいぶん丁寧な扱いだこと。（とてもひどい扱いだ。）
- 君の達筆な字じゃ上司に見せるのはちょっとね…。
- 資金力で大物選手を寄せ集めてるわけだし、そんなスター軍団が負けるはずないよね。

見せかけは肯定文であるが、中身はまるっきり皮肉を交えた反語となっている。広義では皮肉法ともいえるが、違いは長所を述べておきながらその長所を内面で否定している点である。
反語的期待の用例
- 君が会社を辞めるかは自分で決めることだ。君の実績は上も高く評価している。それに、君の接客を楽しみにしてる客もいっぱいいるしな。

表向きは肯定しているが、実際は「会社を辞めるな」と強く相手に訴えているのが分かる。
反語的緩和の用例
- 待った、だなんて思ってないよ。この前だいぶ待たせた借りがあるしね。

皮肉も自嘲も含まれていないが、能動と受動の関係が逆転しており、ここでは待たされた相手が敢えて、自分から待つことにしたと反転して表現することで、体裁の悪い相手の立場を和やかに変えている。無論、相手にとっても待たせることに対して貸しを作った覚えなどないはずであるが、結局は「お互い様だよ」と訴えているようになっている。
反語的否認の用例
- 以後の彼の活躍は、敢えてここで書く必要もないだろう。

反語的期待の逆。表現上では否定だが、文章上では正しいことを述べる肯定となっている。

## 呼びかけ
対象物との密接な関係を表す手法。「～よ」などの形になることも多い。

## パラレリズム
全体に一定のパターンを与える目的で、2つ以上の文の部分に類似の形式を与えること。対句法、平行構造、平行体, 並行体とも言われる。ヘブライ語の聖書、漢詩をはじめ、広範に使われる。

### 対句
漢詩やことわざで使われる場合は「対句」という言葉があてられる。2つ以上の語呂の合う句を対照的に用いる。もともとは漢文の駢文におけるテクニックの一つで、日本語では漢字、漢文の伝来とともに使われるようになり、現在においても、日本語の表現方法として無意識に使用されている。例として、
- しかあれども、よにつたはることは、ひさかたのあめにしては、したてるひめにはじまり、あらがねのつちにしては、すさのをのみことよりぞおこりける。（古今和歌集）
- 「祇園精舎の鐘の声、諸行無常の響きあり。沙羅双樹の花の色、盛者必衰の理をあらはす。」（平家物語）

などがある。
四字熟語での例は枚挙に暇がない。二つの二字熟語を対にする例が多い。
- 温故知新
- 支離滅裂
- 南船北馬
- 千変万化
- 四分五裂
- 剣林弾雨
- 和魂洋才
- 扶清滅洋

## 押韻
詩歌などで同じ音を決まった場所に繰り返し使うこと（＝韻を踏むこと）。語句の頭の音を揃えることを頭韻法、語句の終わりや行末を揃えることを脚韻という。
- やわらかに柳（）あをめる北上（）の
岸辺（）目に見ゆ
泣けとごとくに（石川啄木）

上記の例は頭韻である。

## 語句の挿入
括弧やリーダー、ダッシュなどを使って、語り手が説明を補足したり、弁明したりする表現。
説明補足の用例
- 少なくとも、彼の方が生徒会長に相応しいと思う（といっても、どっこいどっこいだが）。
括弧で説明を補足することで、要はどっちでも同じ、双方相応しくないと思っている第三者の心理が読み取れるようになる。

弁明の用例
- 彼は（時期尚早だとは思いつつ）、社長に新事業について提案してみた。
括弧を入れなくても文章の内容は通っている。これを括弧に含めることで、主語の人物の躊躇（僭越じゃないかという懸念があったという弁明）がよりはっきり透かし彫りされるようになる。

## 省略法
文章や会話の一部を省略すること。西洋修辞学では、省略された要素は文脈などから推断かつ復旧することができる。内容を短縮する目的で使われることが多い。くびき語法もその一種である。
文学の技法として、余韻を残し、読者に続きを連想させる意図的な省略（英: Purposeful omission）もある。専ら、省略した部分にはダッシュやリーダーが使われる。
用例
- 彼の暮らしぶりはとても贅沢だ。高級外車、腕時計、宝飾品、そして瀟洒な邸宅…。
相手の贅沢な暮らしぶりの一例を列挙しているが、敢えて全部挙げる必要が無いため、めぼしいものだけを採り上げており、同時にその相手に対して、強い感嘆を訴えている。
- あいつほどいい奴はいなかった。…なのに、なんであんな喧嘩をしたのだろう。
文脈の上では、リーダを省略しても意味は通じている。しかし、敢えてリーダを入れることで、その間に主語の人物が抱いている悔恨、困惑の念を読者に訴えかける仕組みになっている。
- 戦争ですっかり燃え尽きた街―。―あれから数十年、あの頃を知っている者は少なくなった―。
ダッシュが頻繁に用いられる例。ダッシュで被災都市の経歴、さらにそこから抱いた作者の感情全てを省略しており、より強い感情を読者に訴えるようになっている。

また、漫画や小説などでは「…」など相手の会話や吹き出しにリーダーだけが用いられることがある。これは言葉では表現しにくい感情を抽象的に表現したものである。
くびき（軛）語法の用例
- 皆が優勝を讃えた。監督もコーチも観衆も、そして敗れたライバルさえも。
くびきとは馬車に取り付ける金具であるが、原義である Zeugma を直訳したものである。要は繰り返しとなる述語を一つに括ったもので、倒置表現となることが多い。ここを一つに括らなかった場合、
- 監督も優勝を讃えた。コーチも優勝を讃えた。観衆も優勝を讃えた。そして敗れたライバルさえも優勝を讃えた。
と、かなりしつこい文章になるが、このような技法もある（→後述:#畳句法）

## 緩叙法
言いたいことを遠まわしに言って、別の意味を強める表現。例文を次に挙げる。
- 僕は野球が嫌いだとは言わない。
主語の人物は野球が嫌いではないが、いい印象を持っていない。そこには、何か本人にとって納得できない部分があり、相手に強く訴えているのは、その納得できない部分である。

- まあ、今日のところはこのくらいにしといたる。
漫才の定番落ちであるが、これは緩叙法の一つである。本人にとっては、相手のお手並みを拝見するどころか、返り討ちに遭っているわけであるが、敢えてこう答えることで、不利な戦いから逃亡を図りつつも、自分の体面を意地でも守ろうとしているのである。

## 漸層法
同じ事柄に対して、徐々に表現を強めていく手法。また、スケールを徐々に縮めていく表現を反漸層法と呼ぶことがある。
漸層法の用例
- 非常に強い揺れだった。部屋はすっかり散らかってしまった。扉が開かないので、窓をこじ開けて外に出てみたら思わず息を呑んだ。周りの家という家が軒並み、押しつぶされているのだ。心を落ち着かせ、よく見ると、遠方に濛々と煙が立ち込めているではないか。
この一連の文章は、あくまで、自身が体験した大地震についての語りである。初めは自分の家のことだけと思っていたところが、だんだんと被害の実態と規模の大きさを目の当たりにしていく様を相手に訴える仕組みになっている。

反漸層法の用例
- 世界のトップアスリートが集うオリンピック。その選手になるため鎬を削る全国の猛者たち。そして、ここに無謀にも大舞台を夢見るちっぽけな男がいた。
徐々に世界、日本、そして一地方と次第にスケールが縮んでいるのが分かる。この文章では別に男にケチを付けるつもりはなく、逆にサクセスストーリーとして読者の期待感を煽る表現となっている。これに落ちを付けた場合は漸降法（後述）と区別されることがある。しかしながら、反漸層法と漸降法の原義は同じ、Anticlimax《英》である。

## 対照法
同じ立場、条件において全く逆の表現を使う手法。以下は例文である。
- あいつは女には甘いくせ、俺たちにはきつい。
- 君、この調子では、すぐにあの新入りに追い越されてしまうねえ。
この例文では文章が省略されているが、明らかに有能な新人と対比しているのが自明であり、反語にはこのような表現もある。

## 敷衍（ふえん）
短く話せば済む会話を敢えて長く形容し、意味を強調する手法。以下は例文。
- この山は、かつて多くの登山家たちを拒んできたほど険しい。
言いたいことは「この山は危険」ということだけであるが、どれほど危険なのかということを強調するため、「多くの登山家たちを拒んできた」という表現が加えられている。

## パロディ
知名度の高い記事や事件などを借用して、文章を面白おかしくしたり、物事を揶揄、風刺したりする表現。以下は例文である（ネット掲示板の会話より抜粋）
- 甲「サイダーに合う食べ物って何かある？」
- 乙「天ぷらそば」
- 丙「通だな」
- 丁「ここには、宮沢賢治がおる」

ここで注意しなければいけないのは、宮沢賢治という人物を把握していないと、何がおかしいのか分からない点である。宮沢賢治は、行きつけの蕎麦屋で天ぷらそばと一緒にサイダーを頼む習慣があったと云われており、そのため「天ぷらそばとサイダー」の取り合わせが宮沢賢治を連想させるものとなっている。しかし、それは一般的な習慣とはいえないものなので、乙に対し、丙と丁は文章上のおかしさを感じているのである。よってパロディを用いる場合は、ある程度知名度の高い事物・人物についての、一般に浸透した情報を選ぶのが好ましい。

## 畳語法・畳句法・畳音法
言葉を重ねることで、意味を強調する手法。
- 一時間経った、まだ来ない。それから30分、まだ来ない。いつまで経っても、彼はまだ来ない。
畳句。「まだ来ない」という句を並べ、さんざん待ちわびていることを強調。
- これこれ、これが欲しかったんだよ。
畳語。これという語を並べ、これにあたる品が欲しかったことを強調。
- ガラガラガラガラガラ…、無数の小石や礫が断崖絶壁から滑り落ちていく―。　
畳音。擬音を並べることで、その度合いを強調。

## 疑惑法
曖昧とした論述を意図的に用いる手法。きっぱりとした回答を嫌うときのほか、結論を持たずとも、特定の対象を強く印象付けたい時にも用いられる。ためらいの文法に含まれるとされ、佐藤信夫他『レトリック事典』では主として5つの用例がある。
不的確な客観表現による疑惑法の用例
- 大人と呼ぶにはまだあどけない、でも子供と呼ぶには逞しい、少年はそんな風格が漂っていた。
同様の事柄を二つ並べることによって、作者が本当に形容したい間の表現を確立させようとしている。したがって、この二つのいずれが欠けても、文章が成立しない。

不的確な主観表現による疑惑法の用例
- 試験の結果は早く知りたいし、知りたくもない。
これは主語の人物の心のジレンマであり、おそらく「知りたくない」ということは自信がないと窺える。しかし、実際どのくらい得点したのかを知りたいのも事実である。

複数評価による疑惑法の用例
- スポーツで大事なのは攻撃か防御か、攻撃が大事とも言えるし、防御が大事とも言える。
疑惑法には比較表現の優劣を付けたくない場合に用いることが多い。おそらく、相手は白黒付けた結論を望んでいるはずだが、主語の人物は答えをはぐらかしているだけである。それが結果的に人それぞれの様々な評価に委ねられるものであると結論づけている。

自己否定を伴った疑惑法の用例
- 子供の頃住んでた田舎が懐かしく、ふと思い出す。すごい田舎で、交通も不便で、近くに店は一つもなく、実家のボロ家は雨漏りなんかもしょっちゅうだったが…。
後半だけだと子供の頃暮らしていた田舎に対する愚痴だけしか捉えられないが、それを敢えて大人になった今、思い出として蘇らせていることで、負の側面を相殺して余るほどの強い感情を読者に訴えかけている。だが、具体的に子供の頃の田舎の何が良かったのか、作者の中でも感情が漠然としているため、反語のように自己否定が込められた文面になっており、また捉えようによっては本当に田舎の生活が良かったのか自問自答する内容とも受け取れる。

自意識の強い疑惑法の用例
- そいつは、すっとぼけた奴だけど、いつも近くにいて、俺の傍で笑ってくれるんだ。
前述した、特定の対象を強く印象づける方法。これは主語の人物が相手に対し、好意を持った人物を暗に仄めかしているが、本人は自意識過剰気味に相手に対して特定の対象を強く訴えているのが読み取れる。

## 誇張法
言いたいことを強調して大げさに言う手法。
- 天地がひっくり返ってもそれはありえない。
- 死んでもこの土地は手放さない。
- 耳の穴かっぽじってよく聞け

など。

## 列挙法・列叙法
ある特定の対象に対して、関連性のある単語、あるいは文章を立て続けに並べて強調する手法。
列挙法の用例
- 地球温暖化、オゾン層破壊、森林伐採に酸性雨、地球を取り巻く環境問題は数え上げればきりがない。

列叙法の用例
- このホテルが営業していた頃はこの辺も賑わっていた。しかし、かつての繁栄は見る影もない。辺りに人気は全く無く、薄暗い。建物のコンクリートはすっかり朽ち果てている。外壁には無数の蔓が巻き付いている。誰かが侵入したのか、無残に窓ガラスも叩き割られている。

## 史的現在
「歴史的現在」とも。過去の出来事を、あたかもたった今行われているかのように書き表す手法。

## 撞着語法
撞着法ともいう。お互い背反する二つの真理をつなげる用法。一つの語句となっている例も多い。
用例
- 慇懃無礼
慇懃とは懇ろで礼節を弁えていること。無礼とは礼儀知らずのこと。慇懃無礼で表向きは敬意を払っているようで、心の裡では相手を見下している様子をいう
- 必要悪
本来悪は必要とされないが、社会、あるいは機構を動かしていく上で、犠牲にしなければならない、黙認せねばならない部分も存在するということ

など。

## 頓降法/漸降法
いろいろと肯定的な文面を列挙しておいて、最後に落ちとなる言葉を入れることで、全体を否定したり、滑稽な表現をしたりする方法。漸層法の一種と見なされる。頓降法の場合は、一旦盛り上げておいてから一気に落とす場合が多い。対して、段階的に落ちを利用する手法は｢漸降法」と呼んでいる学者もいるが、反漸層法（Anticlimax）《→前述:#漸層法》の和訳である場合と頓降法（Bathos）である場合があり、かなり紛らわしくなっている。

### 頓降法
滑稽表現の用例
- 広東料理はありとあらゆるものが食材になる。―足が生えて食材にならないのは人と机ぐらいなものだ。
人が記述されているのは便宜上だが、落ちとなっているのは食材になろうはずもない机が含まれている点である。

全体否定の用例
- この大作映画は凄い。独特の世界観、大物俳優の起用、セットの豪華さ、話題性、どれを取っても文句はないだろう。ただ、ストーリーがひどく稚拙だが。
この評論家が訴えたいのは無論、最後の落ちの部分であり、結局瑣末なものは評価しても、根本が駄目なので作品自体は全く評価されていないと分かるだろう。

### 漸降法
慣例性のある任意の対象に対して階層化を行い、最後に落ちを持ってくる手法。コントや漫画で頻繁に用いられる三段落ちも漸降法である。
漸降法の用例
- 地震、雷、火事、親父。
古くから言われる俚諺であるが、1位、2位、3位の後、4位に大きく隔たられた対象を持ってくる手法で、滑稽表現を醸し出すことが多い。ここでは、実際父親が厳格な存在だったという象徴もあるが、自然の驚異とただの一個人を比較しているところに大きな落差が見られる。
-   1. 「宝くじで三億円が当たったら何を買いたい？」
  2. 「外車」
  3. 「宝石」
  4. 「宝くじ三百万枚」

このコントのように、落ち以外の対象は階層化が発生せず（願望として外車も宝石も同等と見て良いため）、平行線から急落する場合もあるが、これも漸降法に分類される。

## 黙説
省略法と区別される。言葉を始めておきながら、激情、節度を抑制するため、あえて言葉を濁らせ、文を完結させない手法。省略された部分は暗黙の了解で、読者に分かっていたり、また想像を膨らませたりするものもある。また、一番大事な部分をわざと遅らせる場合や逆に文の途中を中断する用例、黙説した部分を地の文で補完する場合もあり、これを『待望法』『逆中断』『暗示黙過』などと訳している。
黙説の用例
- 自分を二軍に落としたあのコーチが許せない。…きっと今に…今に見返してやるから待っていろよ！
ここでは反骨精神漲るその強い感情が全て省略されている。しかし、読み手とすれば、その中に渦巻いている悔しい気持ちが暗に読み取れるはずである。

未決/待望法の用例
- 毎晩、終電近くまで仕事が押し迫る。なけなしの休みもいきなり呼び出される。職場の上司も自分は何もできないくせ、他人を叱ることだけは一丁前だ。なんで、こんな会社に自分がいる。できるものなら、今から全てを捨て、海外にでも出て行きたい。
一番、大事な言葉は「出て行きたい」、すなわち会社を辞めたいという部分である。しかし、それを冒頭に置かず、末尾に置くことで、文章としては完結しておらず、あくまで主語の人物の願望、待望に留まっていることが読み取れる。

空間設定/逆中断の用例
- 僕は、彼女に温めてきた想いを告げることにした。
　…彼女は静かにコクッと頷いた。
おそらく、告白かプロポーズの場面であり、ここでは登場人物の台詞が一切省略されているが、前者と異なり、結論だけがしっかりと表現されている。

暗示黙過/暗示的看過法の用例
- 恩師との別れが来ても、涙を見せてはいけない。彼はいつまでも、自分の成長を見守ってくれるよ。
ここでは本当に「涙を見せてはいけない」のではなく、大いに悲しんで当然である、という意味である。このように言葉では否定文でも、内容は肯定となっている場合がある。

況（）んやの修辞学の用例
- 彼女の手料理を平らげるのはやっとのことだというのに、こればっかりは…。彼は一目散に、洗面所に向かっていった。
況んやとは「尚更」という意味で、同事典で佐々木健一が補足を設けている。状況としては、登場人物の「彼女」は料理が苦手だと読み取れ、それを食べさせられる「彼」はある程度は何とか慣れているが、流石に「これ」は食べられなかったという結論である。こればっかりは…の後は省略されているが、後の彼の料理から背ける行動が記述されているので、暗示された内容は把握できるだろう。

## 冗語法
一つの事柄に対して、必要以上の語を用いる技法。文法的には誤りだと指摘されることがあるが、ある狙いを持って意図的に用いることが多い。
用例
- 今起こったことをこの自分の眼でちゃんと見たぞ。
わざわざこの眼と言わずともそれは主語の人物の眼だと分かるはずであるが、冗語を用いることで、よりはっきりと今、現実にこうして見たと主張されるようになる。
- あの冴えない男が今度結婚すると聞いた。あの暗くて、不格好な男が結婚するだと？
男の評価は「冴えない」で一旦表現されているので、後の表現は冗語といえるが、より主語の人物の疑り深い、信じられないという驚嘆の心が浮き彫りされる。
- 「そんなことしても意味がない。無意味だ。無駄だ。」
　コーチはそう一蹴した。
意味がない、無意味、無駄は全て同じ言葉であり、過剰な表現である。しかし、敢えて二重、三重に表現をすることによって、その無意味という表現を強調することができる。このような表現を冗語法の中で、原義 perissology《英》に対して『無効冗語』と訳しており、『表現過剰』などと分類している学者もいる。

## 転用語法
相手に伝えたいことを強調するために、通常使う文法形式のかわりに別の形を使いる手法。

### 古典
- アリストテレス『弁論術』日本語訳：戸塚七郎（岩波文庫）
- キケロ『弁論家について』日本語訳：大西英文（岩波文庫）
- クインティリアヌス『弁論家の教育』日本語訳：小林博英（明治図書出版）/日本語訳：森谷宇一・渡辺浩司・戸高和弘（京都大学学術出版会・西洋古典叢書。現在1巻のみ）
- ディオニュシオス/デメトリオス『修辞学論集』日本語訳：木曽明子・戸高和弘・渡辺浩司（京都大学学術出版会・西洋古典叢書）

### 現代（海外）
- Baldwin, Charles Sears (repr. 1959) Ancient Rhetoric and Poetic: Interpreted from Representative Works. Gloucester: Peter Smith.
- Henry Caplan (tr.)(1954)Rhetorica ad Herennium. Loeb Classical Library. Harvard University Press.
- Corbett, Edward P.J. (1971) Classical Rhetoric for the Modern Student. New York: Oxford University Press.
- Kennedy, George (1696 (4th print)) Art of Persuasion in Greece. Princeton Univ Press, 1969.
- Lanham, Richard A. (1991) A Handlist of Rhetorical Terms. Berkeley: University of California Press.
- Mackin, John H. (1969) Classical Rhetoric for Modern Discourse. New York: Free Press.

### 現代（日本）
- George Lakoff & Mark Johnson著・渡部 昇一、楠瀬 淳三,下谷 和幸（訳） (1986) 『レトリックと人生』 大修館書店.
- 山梨 正明 (1988) 『比喩と理解』 東京大学出版会〈認知科学選書〉.
- Janet Martin Soskice著・小松 加代子（訳） (1992) 『メタファーと宗教言語』 玉川大学出版部.
- Wolfgang Harnisch著・広石 望（訳） (1993) 『イエスのたとえ物語 — 隠喩的たとえ解釈の試み』 日本基督教団出版局、ISBN 4-8184-0129-3.
- 小原 克博 (1994) 「神理解への隠喩的アプローチ」『基督教研究』 第56巻第1号.
- 中村 明 (1995) 『比喩表現辞典』 角川書店.
- 瀬戸 賢一 (1995) 『メタファー思考』 講談社現代新書.
- 辻 幸夫 (2001) 『ことばの認知科学事典』 大修館書店.
- 石川　淑子 (2001) 『ことばと意味―隠喩・広告を通して』 リーベル出版.
- Northrop Frye著・山形 和美（訳） (2001) 『力に満ちた言葉 — 隠喩としての文学と聖書』 法政大学出版局〈叢書・ウニベルシタス〉, ISBN 4-588-00726-2.
- 辻 幸夫 (2002) 『認知言語学キーワード事典』研究社.
- 谷口 一美 (2003) 『認知意味論の新展開 — メタファーとメトニミー』 研究社.
- 瀬戸 賢一 (2005) 『よくわかる比喩 — ことばの根っこをもっと知ろう』 研究社.
- 橋本 功・八木橋宏勇 (2006) 「聖書のメタファー分析」『人文科学論集』vol.40. NAID 110004786204.
- 楠見 孝 (2007) 『メタファー研究の最前線』 ひつじ書房.
- 山梨 正明 (2007) 『比喩と理解』 東京大学出版会〈コレクション認知科学〉.
- 橋本 功・八木橋宏勇 (2007) 「メタファとメトニミの相互作用: 聖書を読み解く認知メカニズム」『人文科学論集』vol.41. NAID 110006388993.
- 山梨 正明（編集） (2008) 『概念化と意味の世界 認知意味論のアプローチ 』 研究社.
- 西川 秀和 (2008–) 『冷戦レトリックの形成過程 —トルーマン大統領のレトリック戦略を中心に— (PDF)』 早稲田大学出版部〈早稲田大学モノグラフ14〉
- 橋本 功・八木橋宏勇 (2011) 『聖書と比喩: メタファで旧約聖書の世界を知る』 慶應義塾大学出版会、ISBN 978-4-7664-1766-1.